# Fritz Terhalle

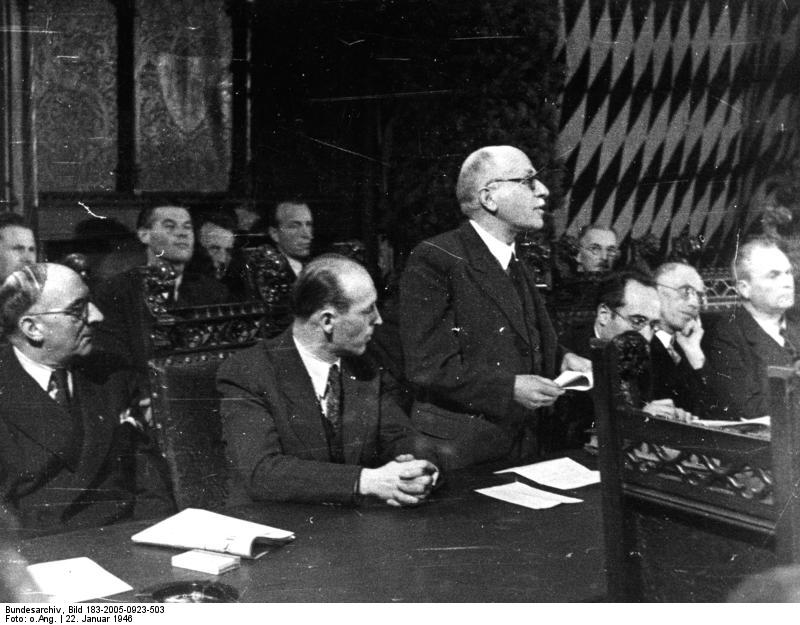
Fritz Terhalle auf einer Pressekonferenz der bayerischen Staatsregierung

Fritz Terhalle (* 20. Oktober 1889 in Vreden; † 8. September 1962 in München) war ein deutscher Wirtschaftswissenschaftler, Hochschullehrer und Vorsitzender des Wissenschaftlichen Beirats beim Bundesfinanzministerium.

## Biografie
Terhalle war das älteste von acht Kindern des Barchentweberei-Inhabers Fritz Terhalle und dessen aus einer bäuerlichen Familie stammenden Frau Maria Terhalle geb. Jordans. Auf Grund einer Erkrankung an Tuberkulose konnte er seine Schulausbildung nicht regulär beenden. Im Selbststudium eignete er sich aber die Grundlagen der Buchhaltung und des Rechnungswesens an. Dadurch wurde es ihm möglich, sich 1910 an der Handelshochschule Köln einzuschreiben.
Dort besuchte er unter anderem Lehrveranstaltungen von Eugen Schmalenbach und Adolf Weber. Sein Abschlussexamen bestand er 1912 mit Auszeichnung und ging danach zu einem Getreidehändler nach Düsseldorf. Prof. Weber, inzwischen in Breslau lehrend, überzeugte Terhalle, sein Studium wieder aufzunehmen.
1915 promovierte er an der Universität Breslau zum Dr. rer. pol. mit dem Prädikat summa cum laude. 1918 erfolgte dort auch seine Habilitation. Ein Jahr später wurde er als außerordentlicher Professor nach Jena berufen und 1920 als ordentlicher Professor nach Münster. Bereits im Oktober 1922 wechselte Terhalle nach Hamburg, wo er auf den neu errichteten Lehrstuhl für Nationalökonomie und Finanzwissenschaft berufen wurde. Von Oktober 1929 bis zur Amtsenthebung durch die NSDAP im April 1933 leitete er dort in Personalunion auch das Hamburgische Weltwirtschafts-Archiv. In dieser Zeit wirkte er ehrenamtlich als Schriftführer im Vorstand des St.-Raphaels-Vereins, der sich seit 1871 für Auswanderer einsetzte. Im November 1933 unterzeichnete er das Bekenntnis der deutschen Professoren zu Adolf Hitler.
Im Jahr 1934 folgt er einem Ruf an die Ludwig-Maximilians-Universität München, an der er von 1948 bis 1950 auch Dekan der Staatswissenschaftlichen Fakultät war. Obwohl parteipolitisch nicht gebunden, wurde Terhalle neben seiner akademischen Karriere auch in politische Ämter berufen. 1945/1946 war er Bayerischer Staatsminister der Finanzen. Im Februar 1949 übernahm er den Vorsitz des Wissenschaftlichen Beirats der Verwaltung für Finanzen des Vereinigten Wirtschaftsgebiets, der im März 1950 in Wissenschaftlicher Beirat beim Bundesministerium der Finanzen umbenannt wurde. Bis 1962 blieb er Mitglied des Beirats. Seit 1958 war er ordentliches Mitglied der Bayerischen Akademie der Wissenschaften.

## Schriften
- Die Kreditnot am städtischen Grundstücksmarkt. Gustav Fischer, Jena 1916.
- Freie oder gebundene Preisbildung? Ein Beitrag zu unserer Preispolitik seit Beginn des Weltkrieges. Gustav Fischer, Jena 1920.
- Währung und Valuta. 2., neu bearbeitete und ergänzte Auflage, Gustav Fischer, Jena 1922.
- Die Reparationskontrolle. Versuch einer Darstellung und Würdigung der Methode des Reparationsvollzug. Gustav Fischer, Jena 1925.
- Finanzwissenschaft. (= Grundrisse zum Studium der Nationalökonomie, Band 16.) Gustav Fischer, Jena 1930.
- Leitfaden der deutschen Finanzpolitik. Leitfäden der Volkswirtschaftslehre. Duncker & Humblot, München 1936.
- Die Finanzwirtschaft des Staates und der Gemeinden. Eine Einführung in die Staatsfinanzwirtschaft. Duncker & Humblot, Berlin 1948.

## Auszeichnungen
- Ihm wurde ihm das Große Verdienstkreuz (1954) mit Stern (1959) des Verdienstordens der Bundesrepublik Deutschland verliehen.
- Am 15. Dezember 1959 wurde ihm der Bayerische Verdienstorden verliehen.